# Haft Sîn
 (mars 2023).
La mise en forme du texte ne suit pas les recommandations de Wikipédia : il faut le « wikifier ».
Les points d'amélioration suivants sont les cas les plus fréquents. Le détail des points à revoir est peut-être précisé sur la page de discussion.
- Les titres sont pré-formatés par le logiciel. Ils ne sont ni en capitales, ni en gras.
- Le texte ne doit pas être écrit en capitales (les noms de famille non plus), ni en gras, ni en italique, ni en « petit »…
- Le gras n'est utilisé que pour surligner le titre de l'article dans l'introduction, une seule fois.
- L'italique est rarement utilisé : mots en langue étrangère, titres d'œuvres, noms de bateaux, etc.
- Les citations ne sont pas en italique mais en corps de texte normal. Elles sont entourées par des guillemets français : « et ».
- Les listes à puces sont à éviter, des paragraphes rédigés étant largement préférés. Les tableaux sont à réserver à la présentation de données structurées (résultats, etc.).
- Les appels de note de bas de page (petits chiffres en exposant, introduits par l'outil «  Source ») sont à placer entre la fin de phrase et le point final[comme ça].
- Les liens internes (vers d'autres articles de Wikipédia) sont à choisir avec parcimonie. Créez des liens vers des articles approfondissant le sujet. Les termes génériques sans rapport avec le sujet sont à éviter, ainsi que les répétitions de liens vers un même terme.
- Les liens externes sont à placer uniquement dans une section « Liens externes », à la fin de l'article. Ces liens sont à choisir avec parcimonie suivant les règles définies. Si un lien sert de source à l'article, son insertion dans le texte est à faire par les notes de bas de page.
- La présentation des références doit suivre les conventions bibliographiques. Il est recommandé d'utiliser les modèles {{Ouvrage}}, {{Chapitre}}, {{Article}}, {{Lien web}} et/ou {{Bibliographie}}. Le mode d'édition visuel peut mettre en forme automatiquement les références.
- Insérer une infobox (cadre d'informations à droite) n'est pas obligatoire pour parachever la mise en page.

Pour une aide détaillée, merci de consulter Aide:Wikification.
Si vous pensez que ces points ont été résolus, vous pouvez retirer ce bandeau et améliorer la mise en forme d'un autre article.

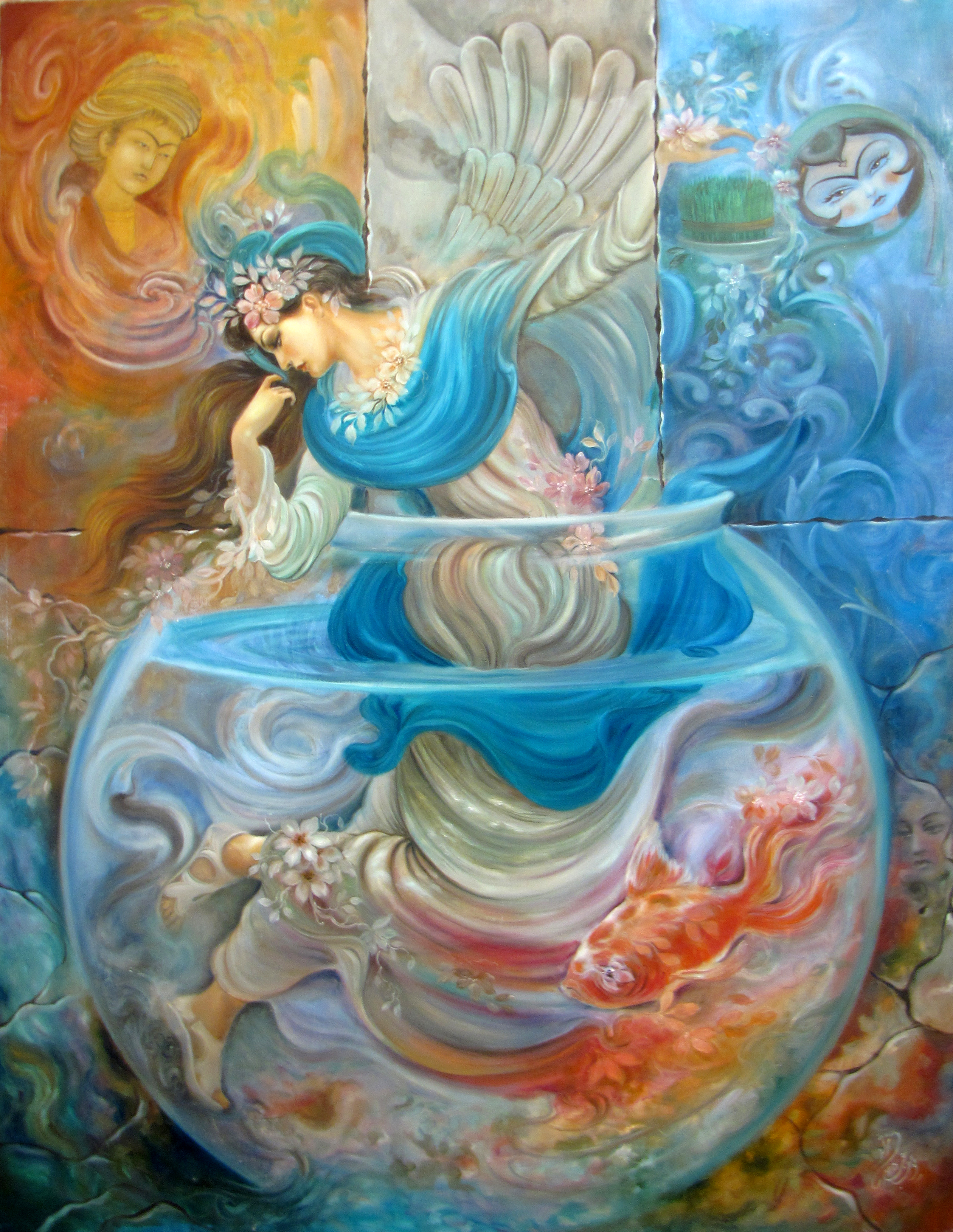
La peinture représente des symboles Haft-Sîn de Norouz liés aux éléments du feu, de la terre, de l'air, de l'eau et aux trois formes de vie des humains, des animaux et des plantes.

Table de Haft-Sîn.

Haft-Sîn ( persan : هفت‌سین   ) est un arrangement de sept objets symboliques dont les noms commencent par la lettre "س" (prononcé comme "Sîn"), la 15e lettre de l'alphabet persan ; "haft" (هفت) est le terme persan pour "sept",. Ils sont traditionnellement présentés à Norouz, le Nouvel An iranien, qui est célébré le jour de l'équinoxe vernal, marquant le début du printemps dans l'hémisphère Nord.

## Articles de Haft-sin

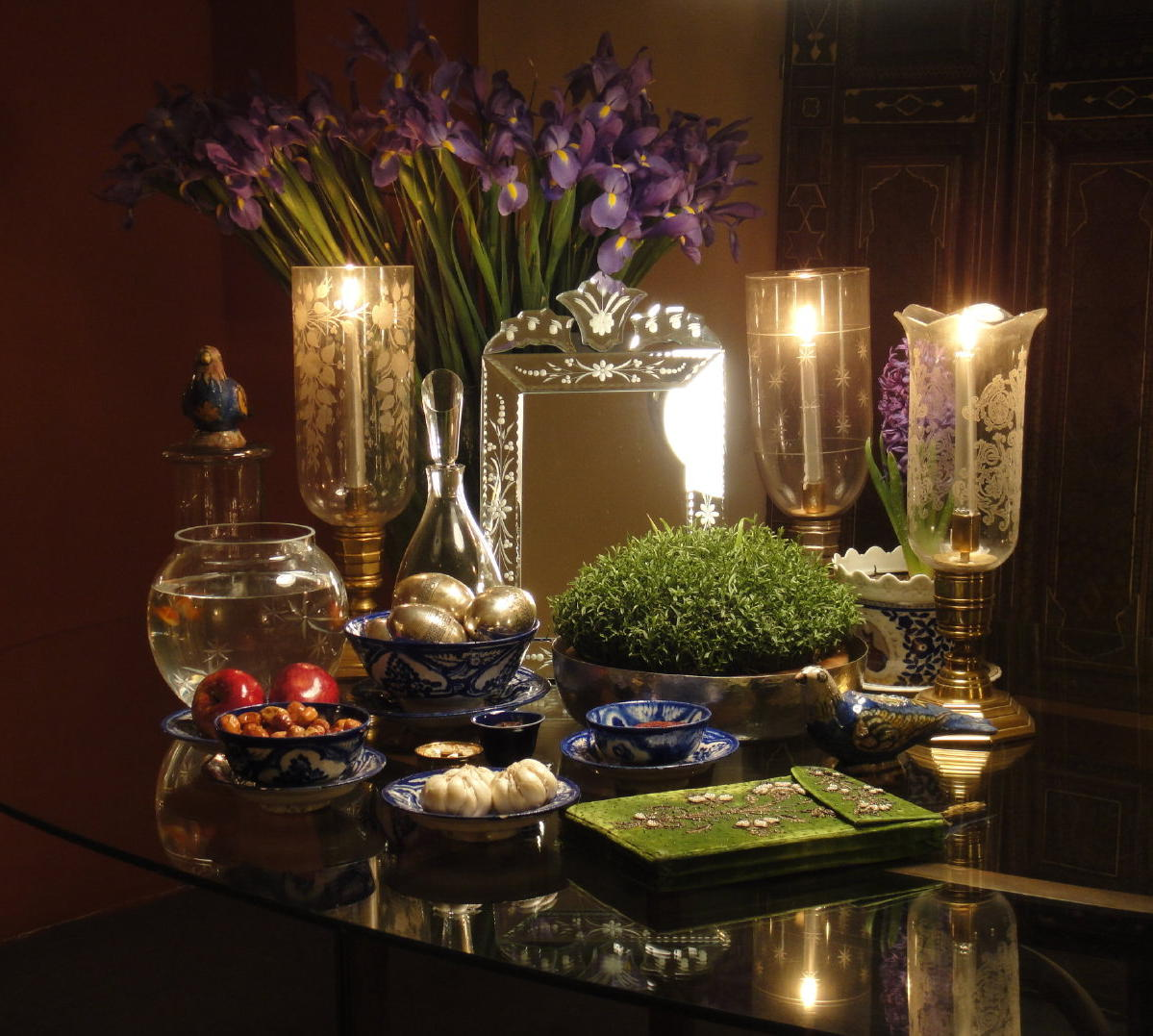
Une table de Haft-Sîn à Piranshahr, province du Kurdistan, Iran

La liste suivante est un exemple des objets servant à faire les Haft Sîn,dont les noms persans commencent par la lettre S dans l'alphabet persan, , bien qu'il n'y ait pas de consensus permettant de dire lesquels sont les sept concernés :
1. Sabzeh (سبزه) – germe de blé, orge, haricot mungo, or lentilles, qui ont poussé dans un plat pendant au moins une dizaine de jours (symbolisant la renaissance).
2. Samanu (également appelé samani par les Shirazis et les Kurdes)[3](سمنو) – pâte très sucrée faite de blé germé (symbolisant l'abondance).
3. Senjed (سنجد) –  le fruit séché de l'Elaeagnus angustifolia, "Olivier de Bohême"(symbolisant l'amour)
4. Serkeh  (سرکه) - vinaigre (l'âge et la patience)
5. Sîb (سیب) - pommes (beauté et bonne santé)
6. Sîr (سیر) - ail (médecine)
7. Somaq   (سماق) - baies de sumac (la couleur du lever du soleil et santé)
8. Sonbol (سنبل) - l'odorante fleur de jacinthe (l'arrivée du printemps)
9. Sekkeh (سکه) - pièces (prospérité et santé)
10. Saat (ساعت) - l'horloge (temps)

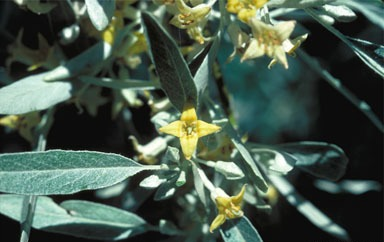
Senjed

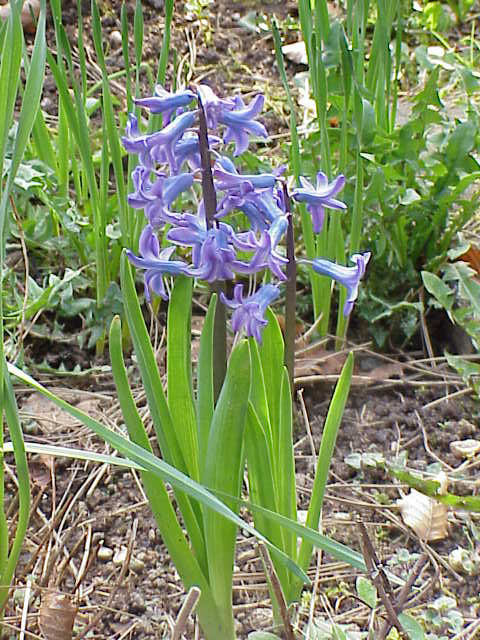
Sonbol

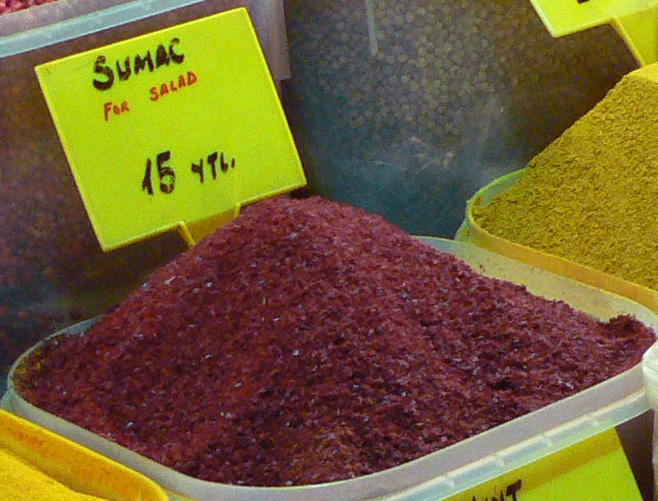
Somaq

D'autres objets symboliques qui sont généralement utilisés pour accompagner Haft-sin tel que :
- pâtisseries ;
- bougies allumées (bonheur) ;
- un miroir ;
- des œufs peints, peut-être un pour chaque membre de la famille (fertilité) ;
- un bol avec deux (ou plus) poissons rouges (vie) ;
- un bol d'eau contenant une orange amère (la terre flottant dans l'espace) ;
- eau de rose pour ses pouvoirs magiques nettoyants ;
- les couleurs nationales, pour la touche de patriotisme ;
- un livre sacré (par exemple l'Avesta) ou encore un livre de poésie (presque toujours le Shâh Nâmâ ou le divân d'Hafez ou Gathas)[1]

## Racines symboliques de Haft-Sîn
La table Haft-Sîn représente la nature. Les sept objets spécifiques disposés sur une table correspondant aux sept créations et aux sept immortels les protégeant. Aujourd'hui, ils ont été un peu modifiés mais le symbolisme demeure. Par tradition, Chaque famille essaie de garnir sa table des Haft Sîn le plus joliment possible, puisque le sens spirituel est aussi important que la façon dont ils sont disposés afin que les visiteurs, lors des échanges de visites de Norouz, voient cette disposition comme une réflexion de leurs goûts. 
Articles commençant par la lettre persane "س":
- Sabzeh ( سبزه ) : Germination / Herbe : le symbole de la renaissance et de la croissance.
- Samanu ( سمنو ): le symbole du pouvoir et de la force.
- Senjed ( سنجد ): le symbole de l'amour.
- Somaq ( سماق ) : Sumac : le symbole du lever du soleil.
- Serkeh ( سرکه ) : Le vinaigre : le symbole de la patience.
- Sib ( سیب ) : Pomme : le symbole de la beauté.
- Sir ( سیر ) : Ail : symbole de santé et de médecine.

Autres éléments commençant par la lettre persane "س" qui sont parfois inclus :
- Sonbol ( سنبل ) : Jacinthe : symbole de l'arrivée du printemps.
- Sekkeh ( سکه ) : Pièce : symbole de richesse et de prospérité.
- Saat ( ساعت ) : Horloge : le symbole du temps.

Les éléments qui ne commencent pas par "س" mais qui sont néanmoins invariablement inclus :
- Tokhm-e morgh-e rangi ( تخم‌مرغ رنگی ): Œufs: le symbole de la fertilité.
- Ayineh ( آینه ) : Miroir : le symbole de l'autoréflexion.
- Cham' ( شمع ) : Bougie : le symbole de l'illumination.
- Mahi-ye qermez ( ماهی قرمز ) : Poisson rouge : le symbole du progrès.
- Ketab ( کتاب ) : Livre : le symbole de la sagesse.

## Afghan Haft Mēwa
En Afghanistan, les gens préparent Haft Mēwa ( persan : هفت‌میوه   ) (littéralement traduit par Seven Fruits ) en plus ou à la place de Haft Sîn qui est courant en Iran. Haft Mēwa est comme une salade de fruits composée de sept fruits secs différents, servis dans leur propre sirop. Les sept fruits secs sont : les raisins secs, le Senjed (le fruit sec de l'oléastre ), les pistaches, les noisettes, les pruneaux ( abricots secs), les noix et soit les amandes, soit une autre espèce de prune,.

## Galerie

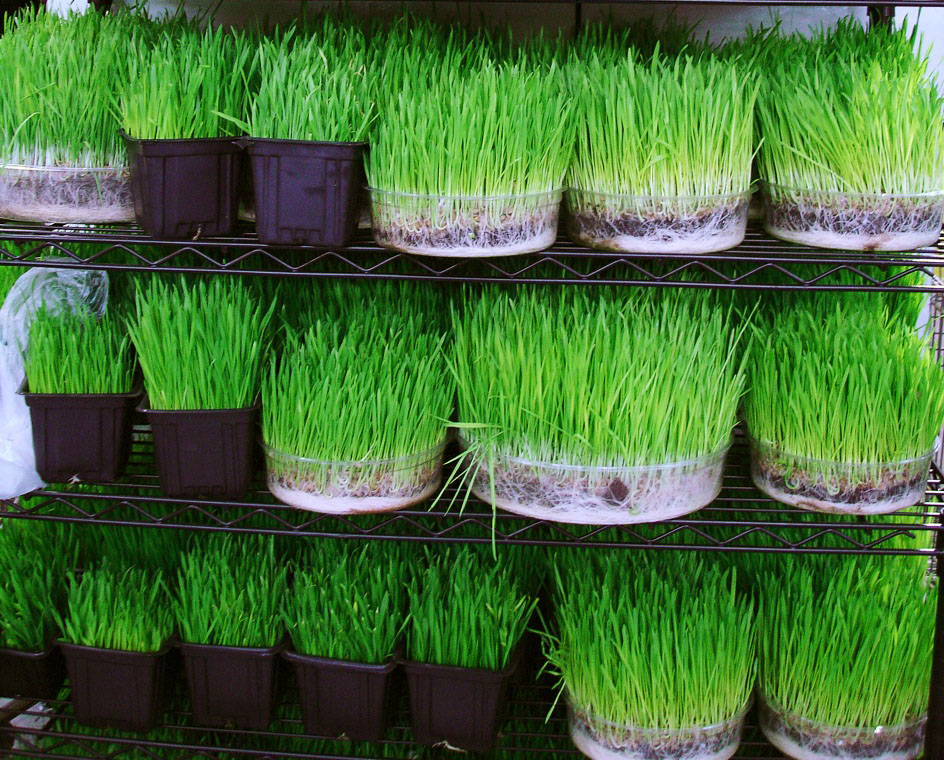
L’herbe de blé, l’un des objets de Haft-Sîn.
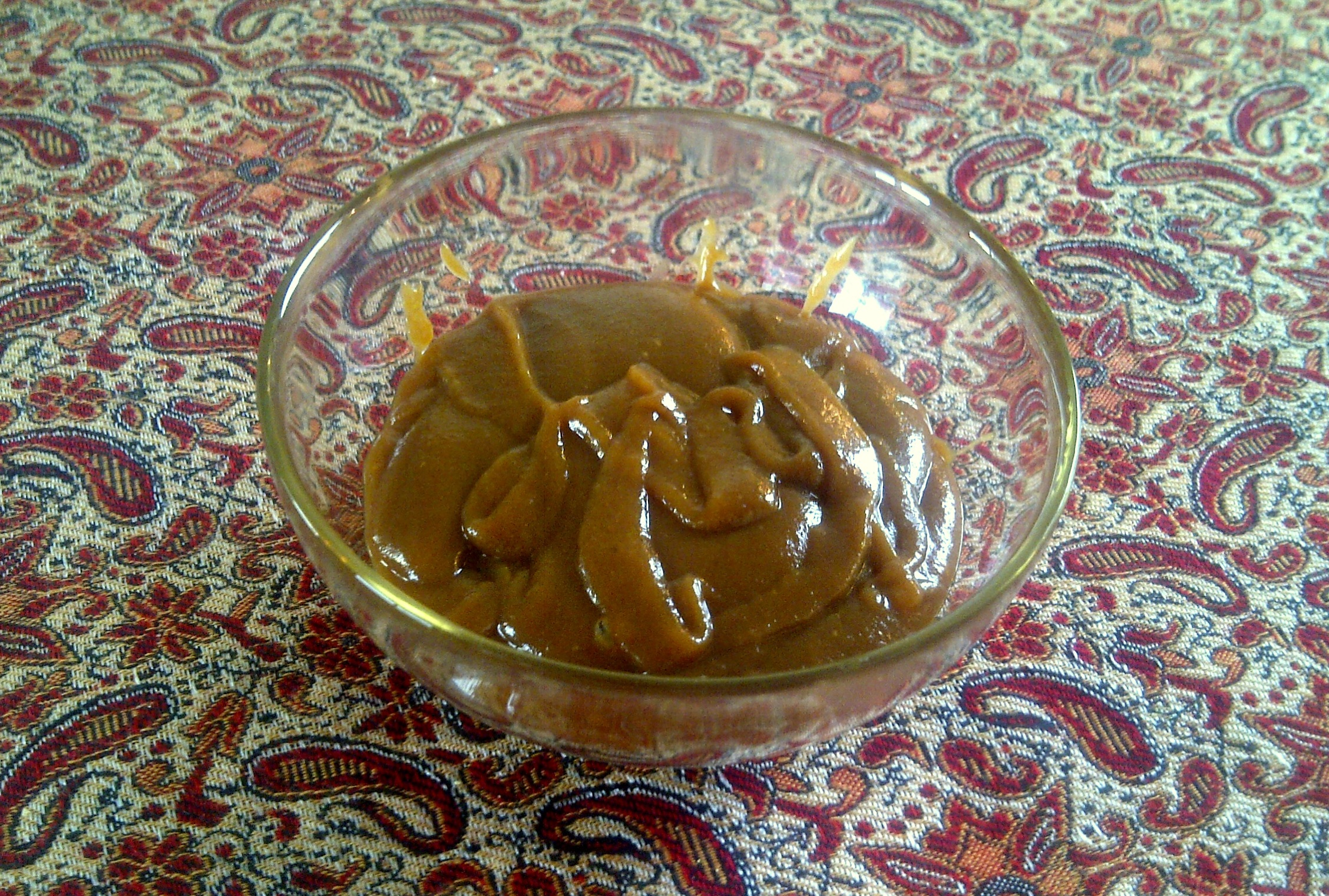
un bol de samanu, l’un des objets de Haft-Sîn.
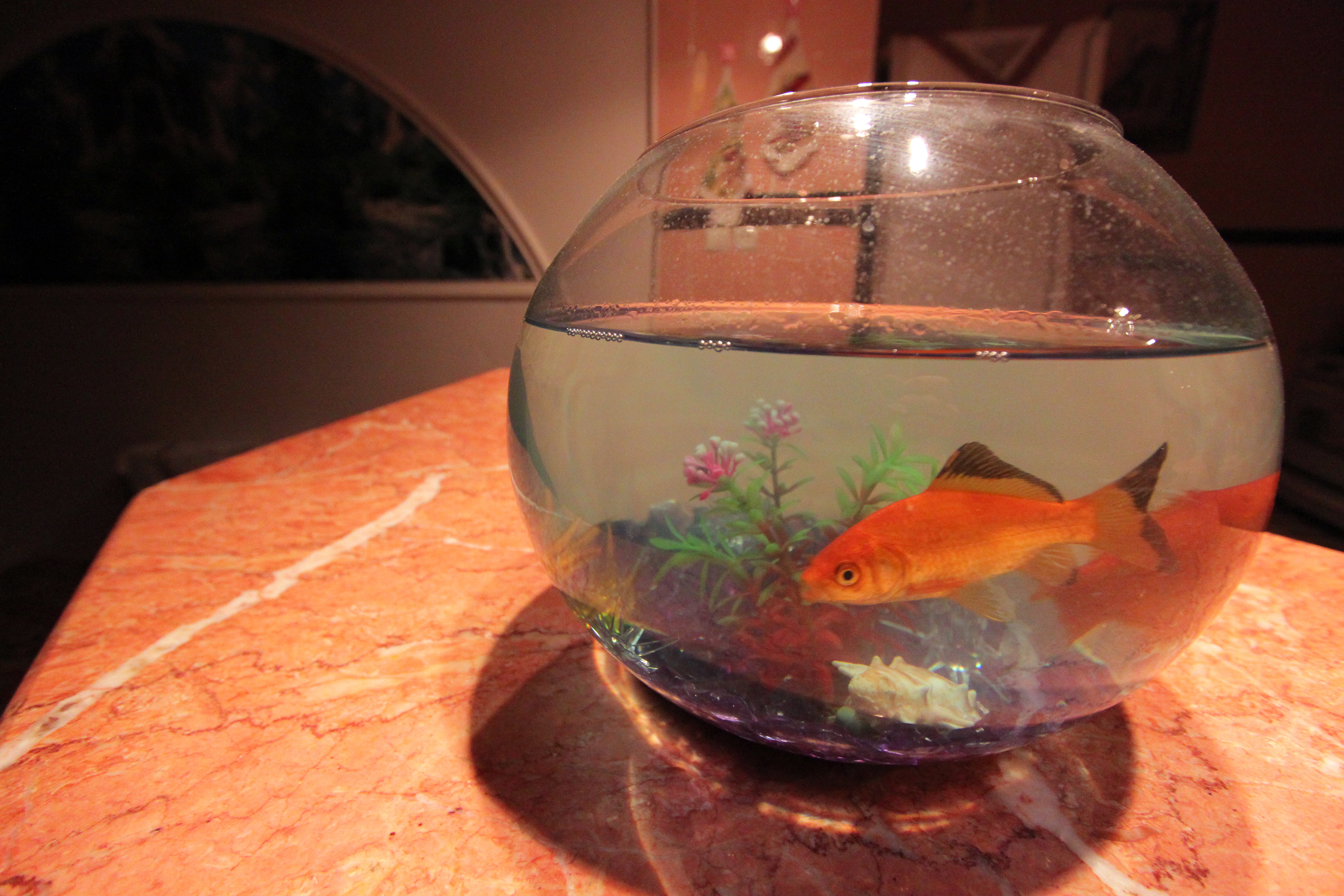
Des poissons rouges,  l’un des objets de Haft-Sîn.
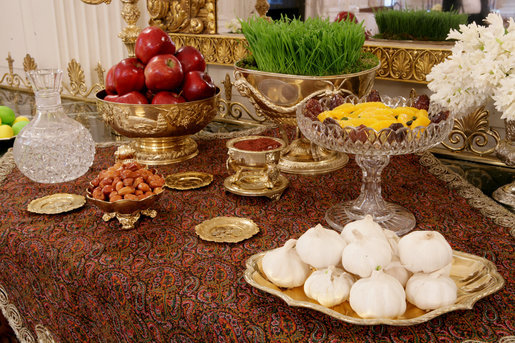
Une table de Haft-Sîn à la Maison-Blanche.
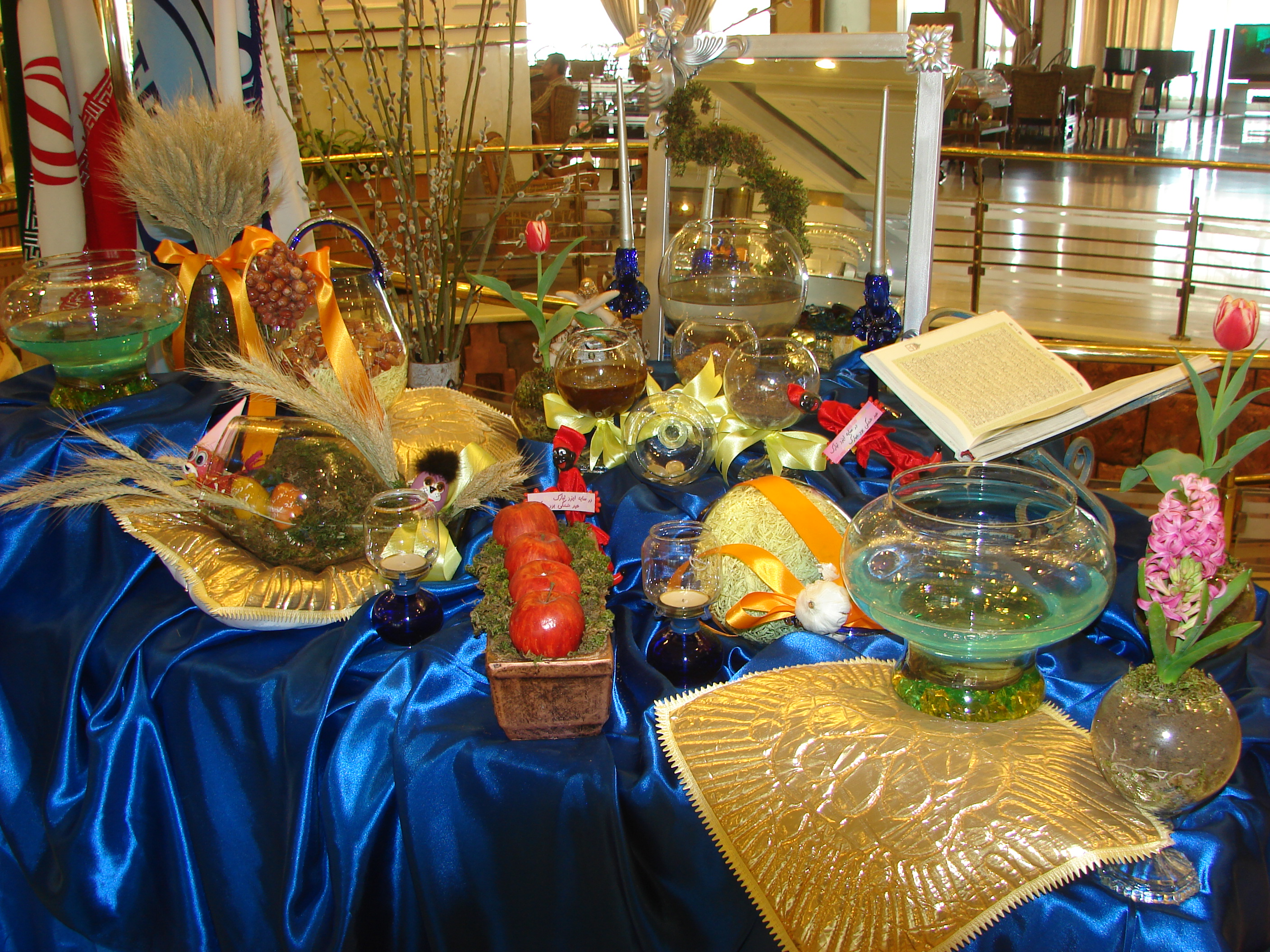
Une table de Haft-Sîn dans un hôtel de Bijar, Kurdistan.
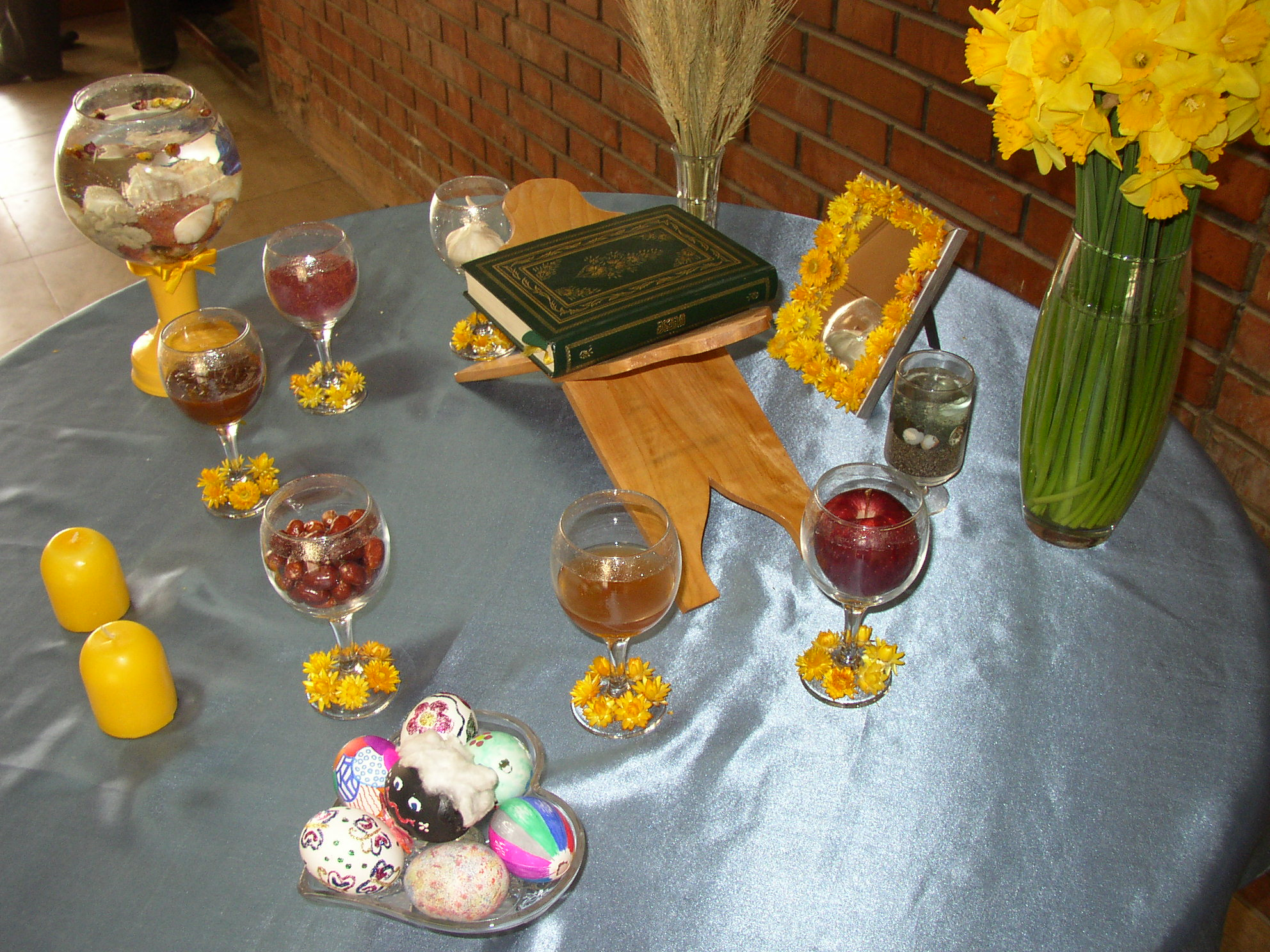
Une table de Haft-Sîn à l'Université de technologie de Sharif.
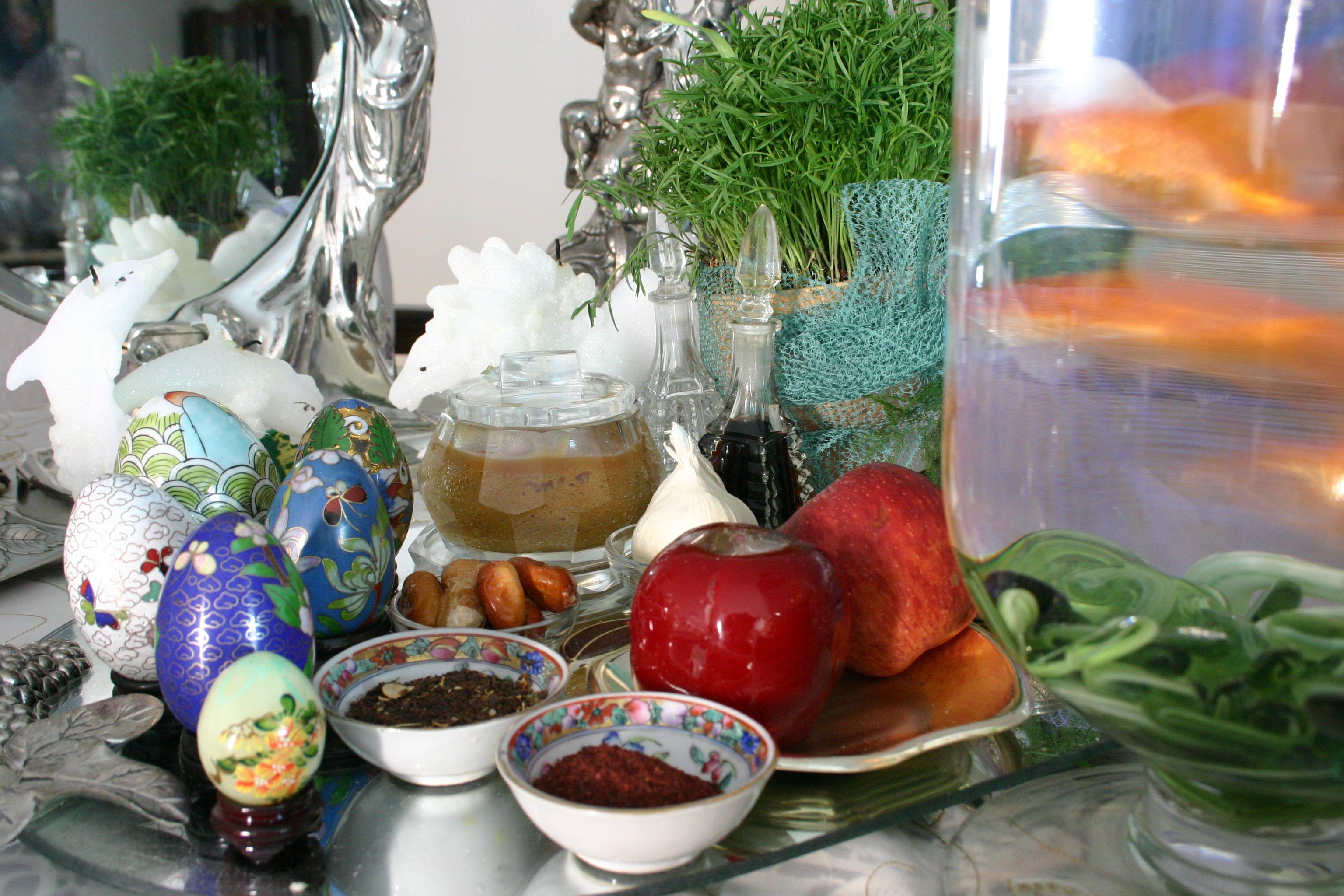
Une table de Haft-Sîn.
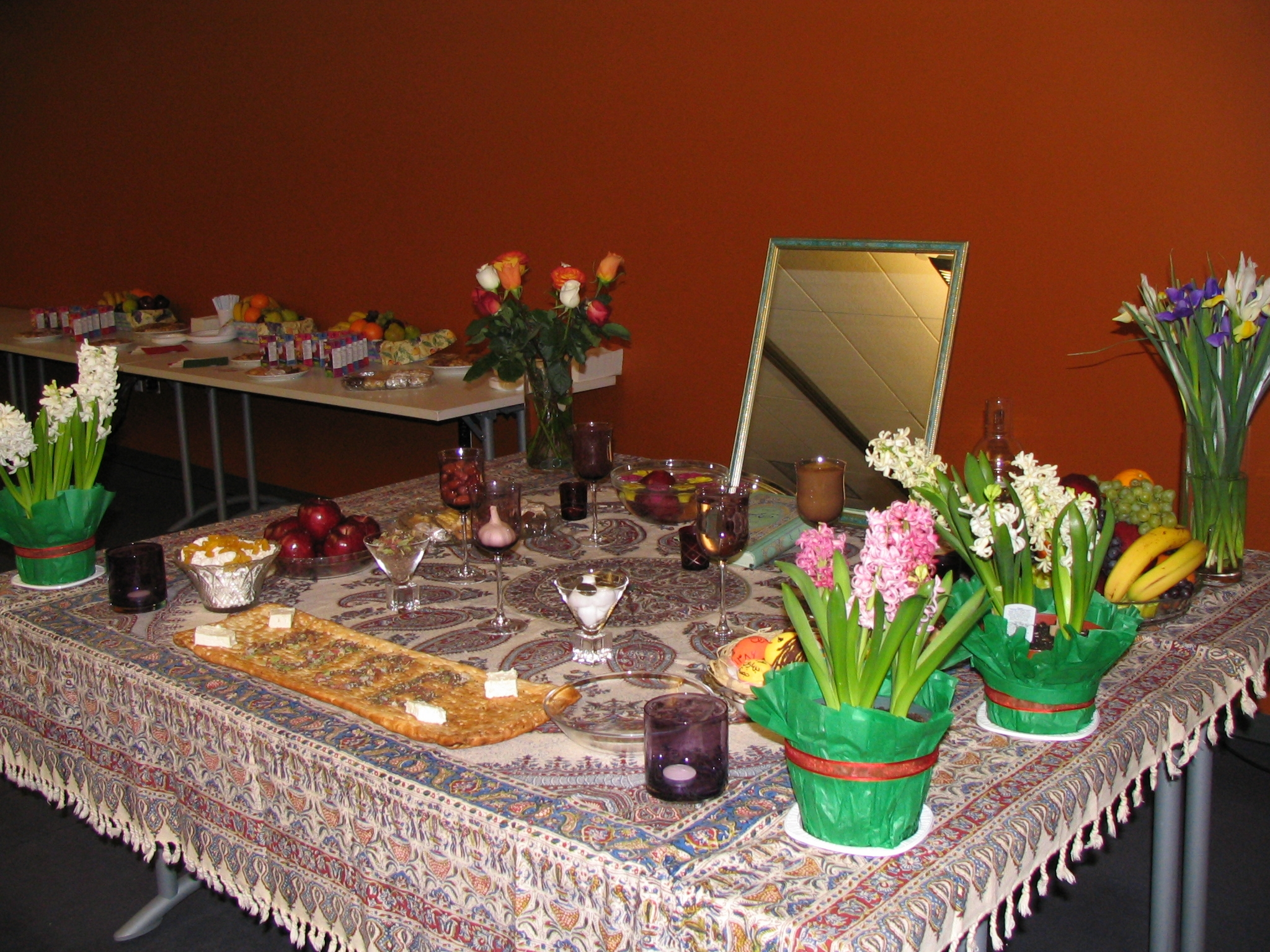
Une table de Haft-Sîn.
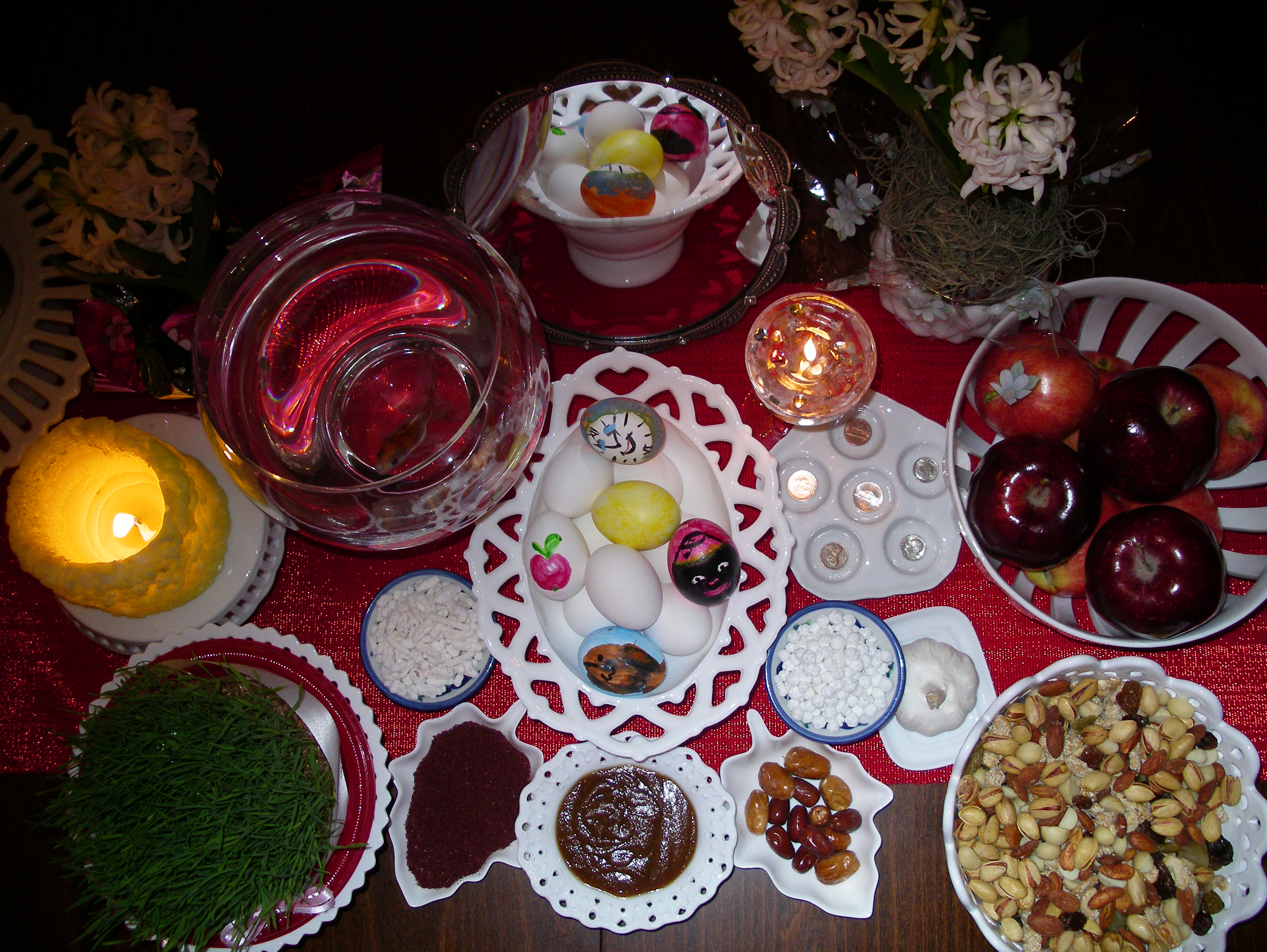
Une table de Haft-Sîn.
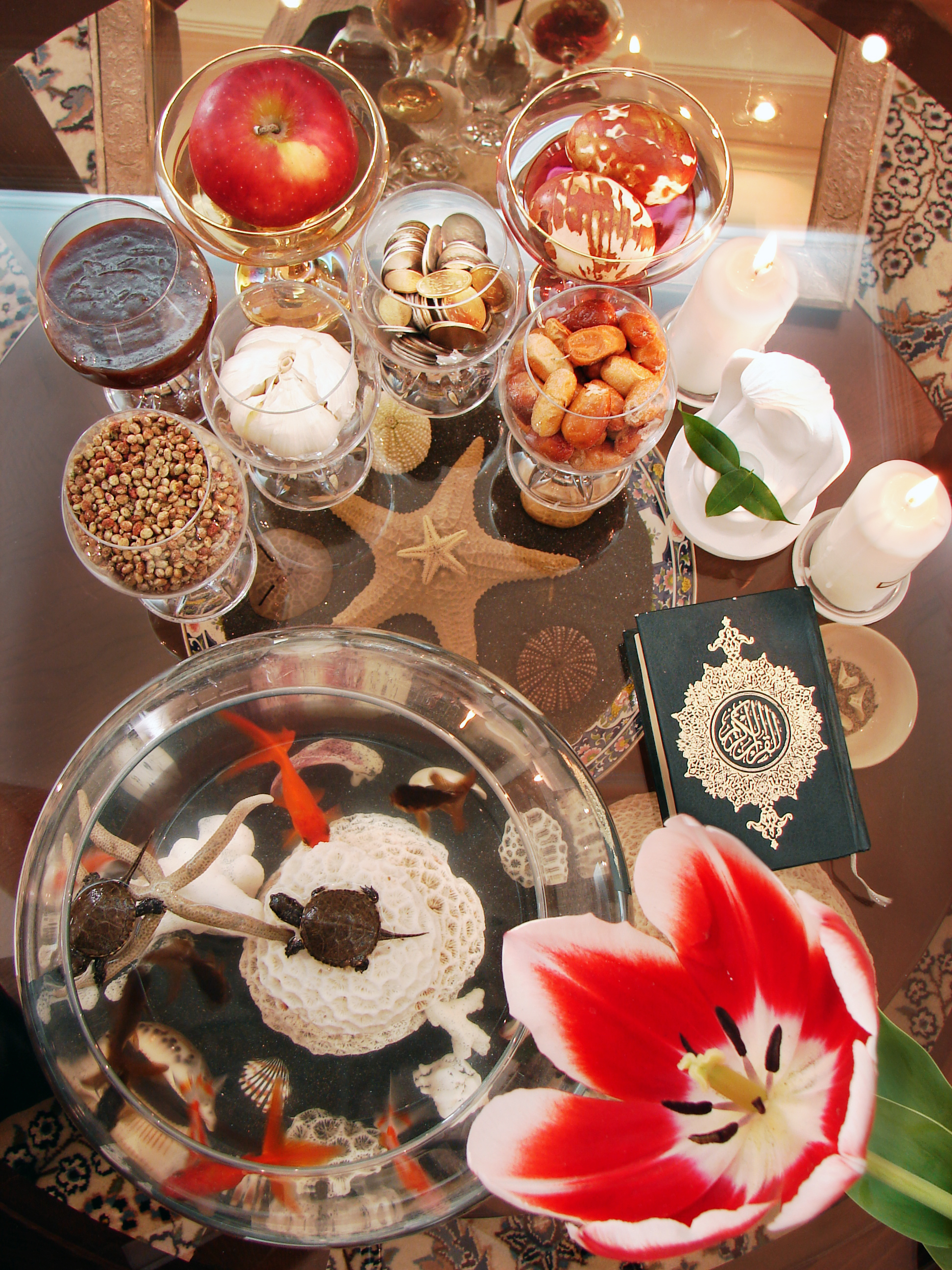
Une table de Haft-Sîn.
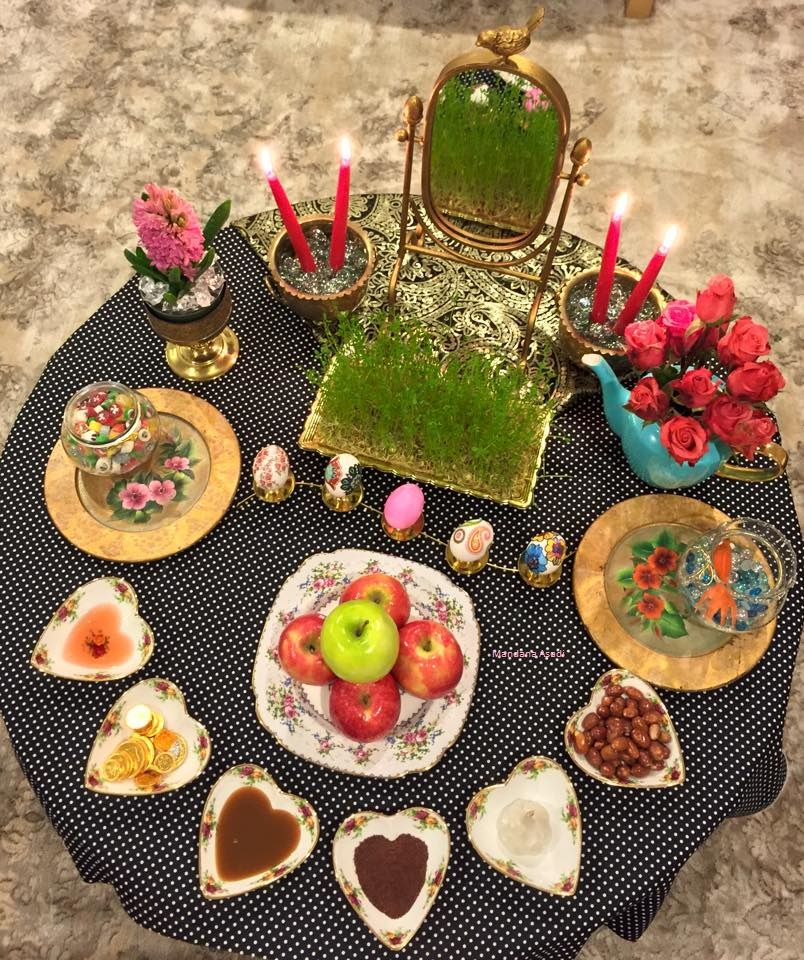
Une table de Haft-Sîn.
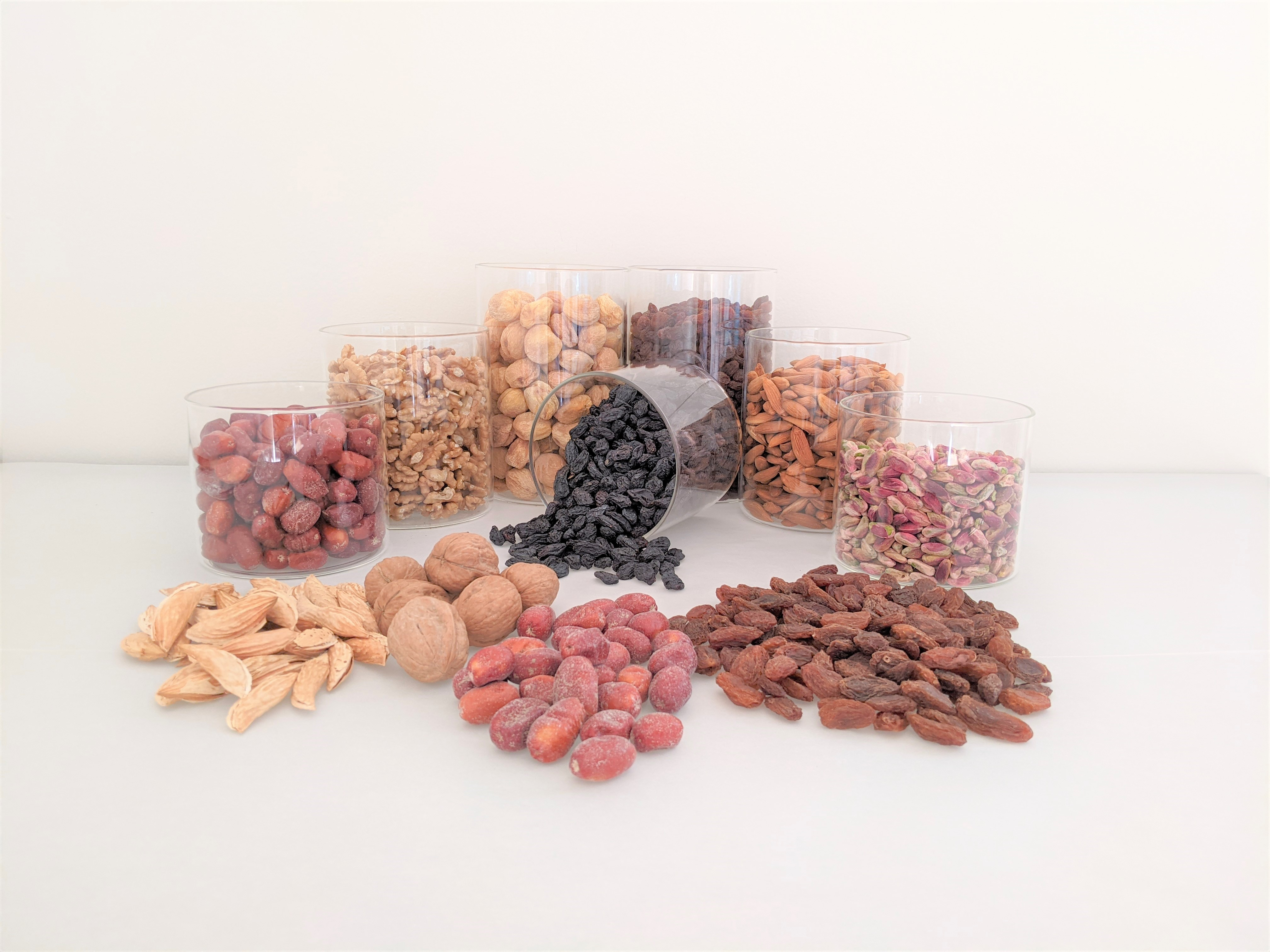
Haft Mewa
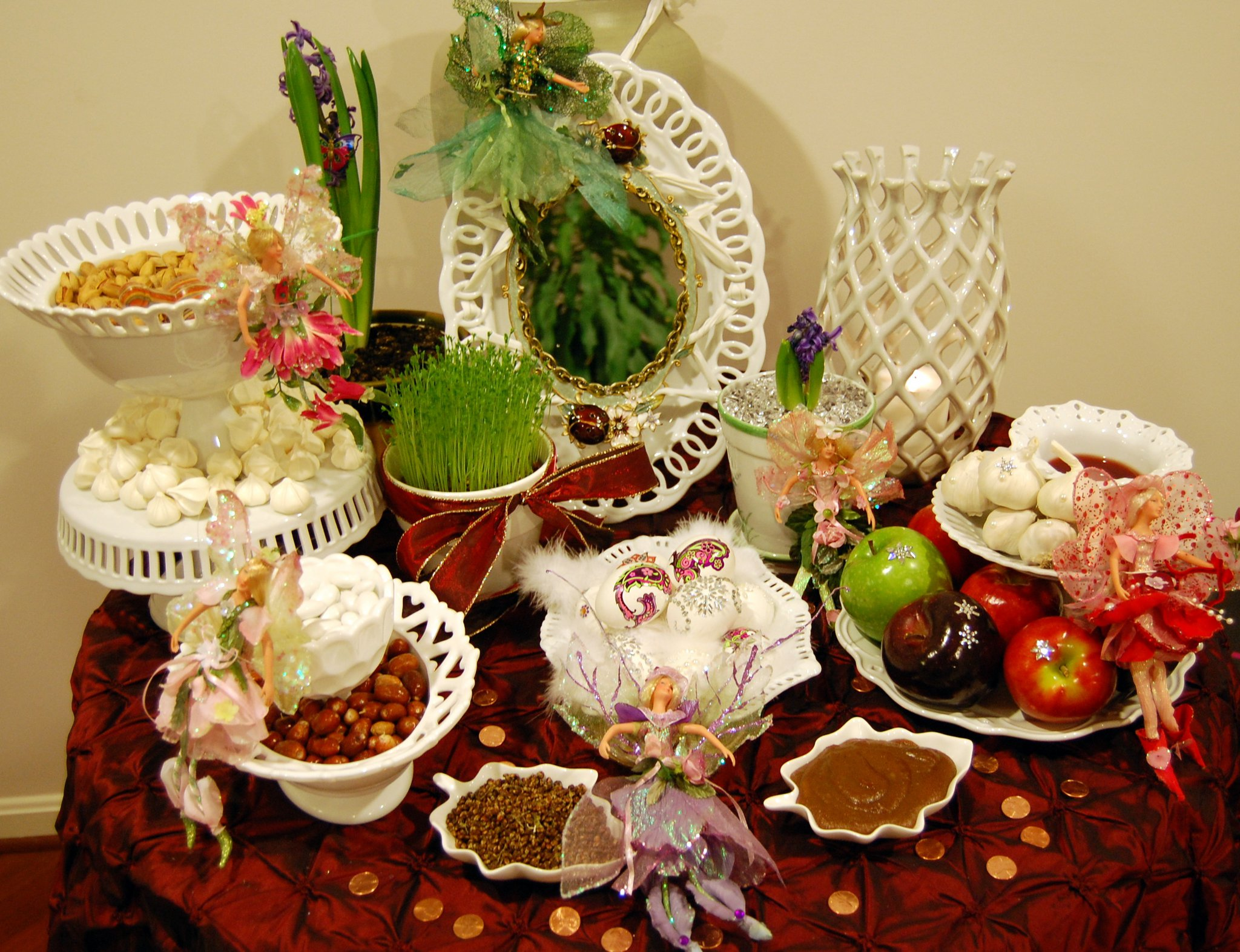
Une table de Haft-Sîn
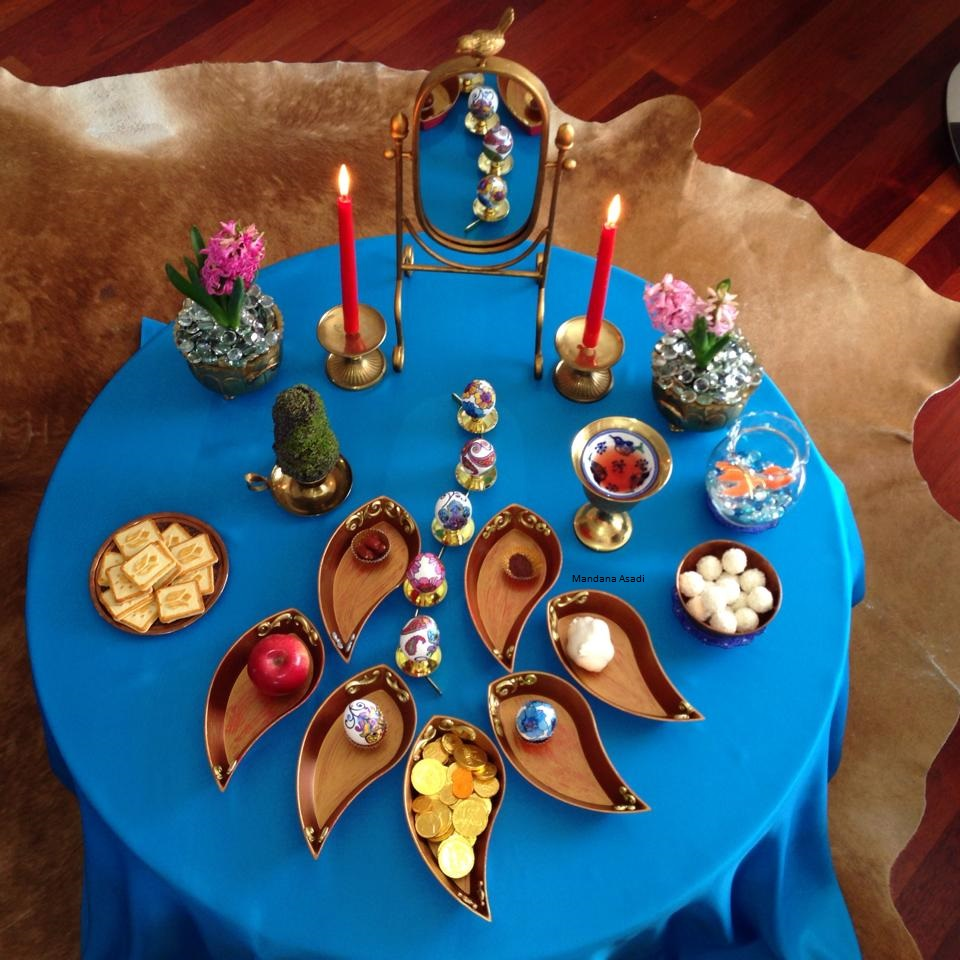
Une table de Haft-Sîn
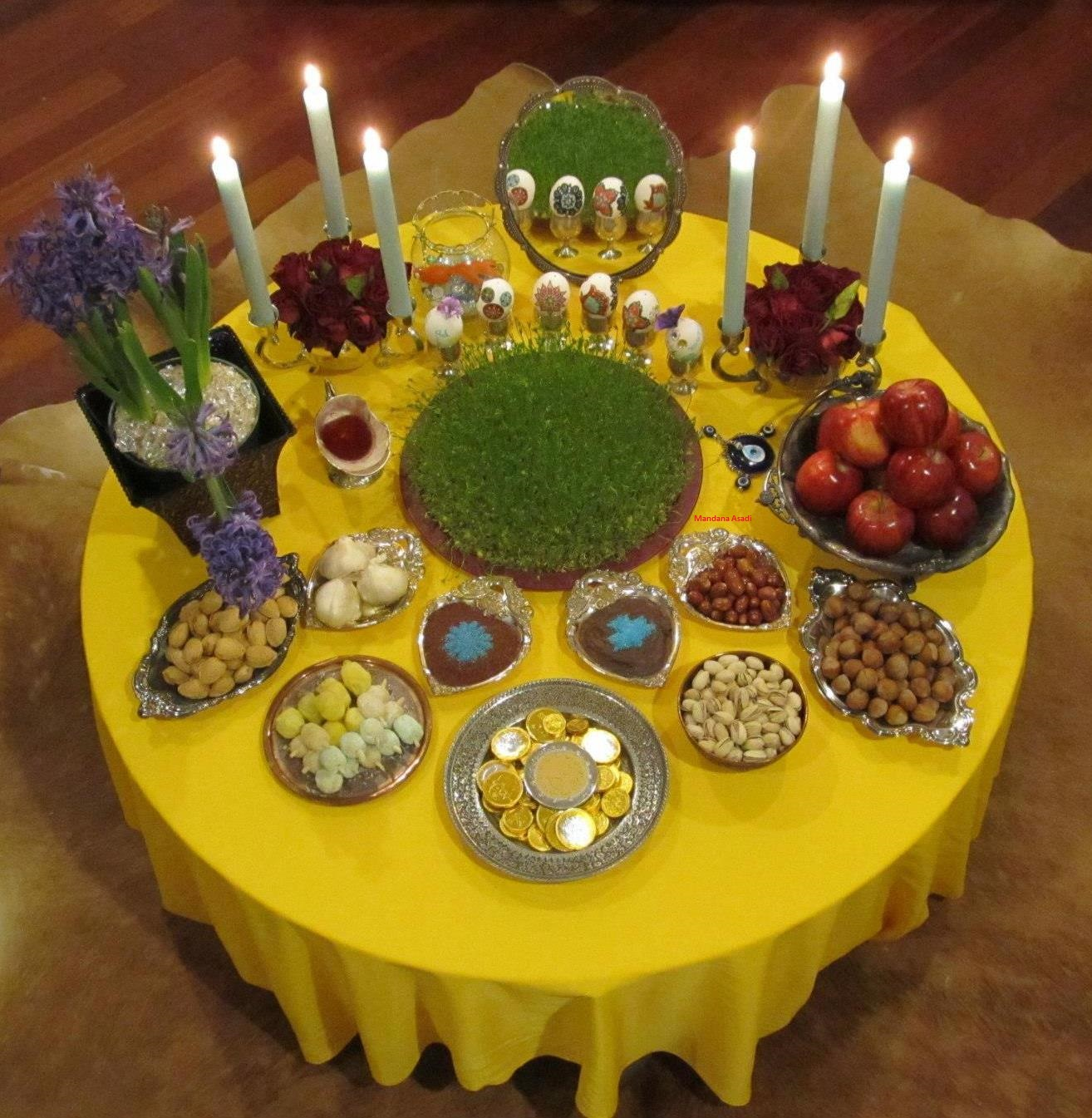
Une table de Haft-Sîn
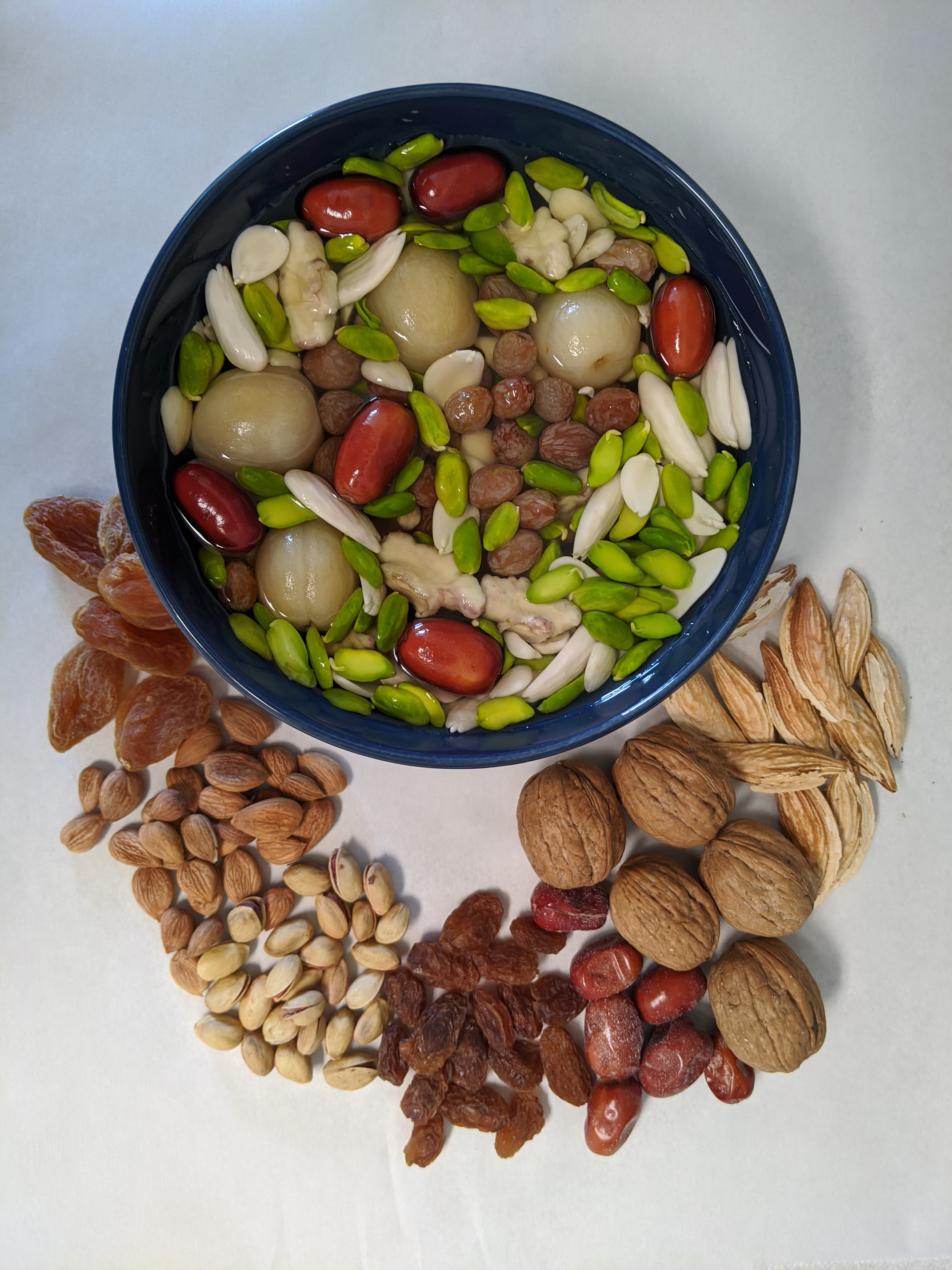
Haft Mewa